# Guilherme Ramos
Guilherme Magro Pires Ramos (Lissabon, 11 augustus 1997) is een Portugese voetballer die doorgaans als centrale verdediger speelt. In 2016 maakte Ramos zijn professionele debuut bij Sporting Lissabon B in de Liga Portugal 2. Hij staat sinds 2023 onder contract bij Hamburger SV.

## Clubloopbaan

### Jeugd
Ramos begon zijn voetbalopleiding bij SC Linda-a-Velha, een club uit de voorsteden van Lissabon. Op 15-jarige leeftijd maakte hij de overstap naar de jeugdopleiding van Sporting Lissabon. Binnen de jeugdacademie doorliep hij verschillende leeftijdscategorieën en stroomde uiteindelijk door naar de bovenbouw. Op 30 september 2014 werd hij op 17-jarige leeftijd voor het eerst opgenomen in de selectie van de Onder-19 voor de UEFA Youth League tegen Chelsea, waarin hij echter niet in actie kwam. Zijn debuut in deze competitie volgde op 25 november 2014, toen hij de volledige wedstrijd speelde in het met 3–2 gewonnen thuisduel tegen NK Maribor. Trainer Luís Boa Morte stelde hem op als centrale verdediger. In dat elftal speelde hij samen met onder anderen Vladimir Stojković en Lisandro Semedo. In het seizoen 2015/16 veroverde Ramos een vaste plaats in de Onder-19 en kwam hij tot 24 officiële optredens.

### Sporting Lissabon
In het seizoen 2015/16 maakte Ramos deel uit van de selectie van Sporting Lissabon B maar bleef hij zonder speelminuten. Aan het begin van het seizoen 2016/17 veroverde hij echter een basisplaats en maakte hij op 6 augustus zijn debuut in de Liga Portugal 2 tijdens de openingswedstrijd tegen Portimonense SC. Zijn periode bij het tweede elftal verliep niet zoals gehoopt; in twee seizoenen kwam hij slechts tien keer in actie. Vanwege het beperkte uitzicht op speelminuten besloot Ramos zich voor één seizoen (2018/19) te laten verhuren aan CD Mafra, eveneens actief op het tweede hoogste niveau in Portugal. Na zijn terugkeer besloot hij de club te gaan verlaten en zijn loopbaan te vervolgen bij CD Feirense.

#### Verhuur aan CD Mafra
Tijdens de voorbereiding op het seizoen 2018/19 wist Ramos een vaste plek in het basiselftal te veroveren. Hij maakte zijn debuut op 12 augustus 2018 in de openingswedstrijd van de competitie tegen Varzim SC. Een week later scoorde hij zijn eerste doelpunt in het betaald voetbal, tijdens de met 2-0 gewonnen thuiswedstrijd tegen het tweede elftal van Vitória Guimarães. In de 80e minuut maakte hij de 2-0. Ramos was een vaste waarde in het team en speelde alle wedstrijden tot hij in de 17e competitiewedstrijd, de thuiswedstrijd tegen Sporting Covilhã, geblesseerd raakte. Hierdoor miste hij zes wedstrijden. Na zijn terugkeer kwam hij slechts tot twee optredens. Aan het einde van het seizoen keerde hij terug naar Sporting Lissabon

### CD Feirense
In de zomer van 2019 maakte Ramos de overstap naar CD Feirense. Sporting Lissabon en Feirense spraken daarbij af dat Sporting bij een eventuele doorverkoop recht zou hebben op vijftig procent van de opbrengst. In de eerste wedstrijden van het seizoen 2019/20 zat Ramos voornamelijk op de bank. Tijdens de zesde competitieronde maakte hij zijn debuut, toen hij tegen Académica Coimbra in de 25e minuut inviel. Een week later stond hij voor het eerst in de basis tegen zijn voormalige club CD Mafra. Op 26 januari 2020 maakte Ramos zijn eerste doelpunt in het betaalde voetbal, in de met 1-1 gelijkgespeelde uitwedstrijd tegen UD Vilafranquense. Hij scoorde in de 87e minuut de gelijkmaker na een voorzet van Tiago Mesquita. Toen de competitie wegens COVID-19 werd stilgelegd, stond Feirense op de derde plaats. In het seizoen 2020/21 was Ramos vanaf het begin een vaste waarde als centrale verdediger. Zijn sterke prestaties wekten de interesse van Atlético Madrid, dat tijdens de wintertransferperiode een bod uitbracht, maar Ramos bleef bij Feirense. In februari 2020 werd hij uitgeroepen tot beste jonge speler van de Liga Portugal 2. Aan het einde van dat seizoen maakte Ramos, ondanks nog een jaar contract, de overstap naar Arminia Bielefeld in Duitsland.

### Arminia Bielefeld
In de zomer van 2021 tekende Ramos een contract bij Arminia Bielefeld dat hem tot 2025 aan de club bond. Voor zijn transfer betaalde Arminia Bielefeld naar verluidt €1,2 miljoen. Tijdens de eerste wedstrijden van het seizoen 2021/22 maakte hij geen deel uit van het basiselftal. Op 23 oktober 2021 debuteerde Ramos in de Bundesliga tijdens de thuiswedstrijd tegen Borussia Dortmund, waarin hij in de rust inviel voor Cédric Brunner. Na de winterstop kreeg hij meer speelminuten en stond hij op 5 februari 2022 voor het eerst in de basis, in de thuiswedstrijd tegen Borussia Mönchengladbach. Dat seizoen eindigde Arminia Bielefeld als 17e, waardoor de club degradeerde naar de 2. Bundesliga. Ook in het volgende seizoen bleef de club vechten tegen degradatie. Op 5 maart 2023 maakte Ramos zijn eerste doelpunt voor Arminia Bielefeld, in de met 3-3 gelijkgespeelde uitwedstrijd tegen Eintracht Braunschweig. In het Eintracht-Stadion opende hij in de 21e minuut de score na een voorzet van Jomaine Consbruch. Tijdens de 30e competitieronde raakte hij geblesseerd aan zijn schouder in de wedstrijd tegen FC St. Pauli. Hierdoor miste hij de laatste vier competitiewedstrijden en de play-offs tegen Wehen Wiesbaden. Uiteindelijk degradeerde Arminia Bielefeld aan het einde van het seizoen naar de 3. Liga.  Ramos werd hierdoor transfervrij en koos voor een overstap naar Hamburger SV.

### Hamburger SV
In juni 2023 tekende Ramos een contract bij Hamburger SV, dat hem tot medio 2026 aan de club verbond. Hij maakte zijn officiële debuut op 28 juli 2023, in de openingswedstrijd van het seizoen 2023/24, waarin hij als centrale verdediger de volledige thuiswedstrijd speelde tegen Schalke 04 (5–3 winst). Op 24 november 2023 maakte hij zijn eerste doelpunt voor Die Rothosen, toen hij in de thuiswedstrijd tegen Eintracht Braunschweig (2–1 winst) in de 25e minuut de score opende na een voorzet van Jean-Luc Dompé. Tijdens het seizoen werd Ramos tweemaal met een rode kaart van het veld gestuurd. De eerste keer gebeurde dit op 1 september 2023, in de uitwedstrijd tegen Hannover 96, waar hij in de 53e minuut van het veld werd gestuurd door scheidsrechter Tobias Reichel. Op 14 april 2024 volgde de tweede uitsluiting, in de uitwedstrijd tegen 1. FC Magdeburg, wegens het neerhalen van een doorgebroken speler in de 23e minuut. Ramos kwam in zijn eerste seizoen in totaal tot negentien basisplaatsen en eindigde met Hamburger SV op de vierde plaats in de 2. Bundesliga. Aan het begin van het seizoen 2024/25 werd duidelijk dat hij geen vaste waarde zou zijn in het basiselftal. Hij besloot daarom een tijdelijke overstap te maken en werd voor één seizoen verhuurd aan het Portugese Santa Clara. Na een teleurstellende huurperiode, waarin hij slechts beperkt in actie kwam, keerde hij in de zomer van 2025 terug naar Hamburg. In zijn afwezigheid was Hamburger SV erin geslaagd na 2.555 dagen weer promotie naar de Bundesliga af te dwingen.

#### Verhuur aan Santa Clara
Begin september 2024 werd bekend dat Ramos voor het seizoen 2024/25 op huurbasis terugkeerde naar zijn geboorteland en zich aansloot bij Santa Clara, dat dat seizoen was gepromoveerd naar de Primeira Liga. Zijn verblijf op de Azoren bleek teleurstellend: hij kwam slechts in zes officiële wedstrijden in actie. Op 19 oktober 2024 maakte hij zijn debuut voor Santa Clara in de derde ronde van de Portugese voetbalbeker, waarin hij de volledige wedstrijd speelde tegen Gondomar SC(0–1 winst). Enkele dagen later volgde zijn competitiedebuut in de thuiswedstrijd tegen Gil Vicente, waarin hij in de 67e minuut inviel voor  Frederico Venâncio. Ramos slaagde er niet in om zich in de basis te spelen bij de ploeg die uiteindelijk als zesde eindigde in de competitie. Na afloop van het seizoen keerde hij terug naar Hamburger SV. 

## Clubstatistieken
| Seizoen                    | Club                | Competitie      | Competitie | Competitie | Beker | Beker | Internationaal | Internationaal | Overig | Overig | Totaal | Totaal |
| Seizoen                    | Club                | Competitie      | Wed.       | Dlp.       | Wed.  | Dlp.  | Wed.           | Dlp.           | Wed.   | Dlp.   | Wed.   | Dlp.   |
| -------------------------- | ------------------- | --------------- | ---------- | ---------- | ----- | ----- | -------------- | -------------- | ------ | ------ | ------ | ------ |
| 2016/17                    | Sporting Lissabon B | Liga Portugal 2 | 5          | 0          | –     | –     | –              | –              | –      | –      | 5      | 0      |
| 2017/18                    | Sporting Lissabon B | Liga Portugal 2 | 5          | 0          | –     | –     | –              | –              | –      | –      | 5      | 0      |
| 2018/19                    | → CD Mafra          | Liga Portugal 2 | 19         | 1          | 1     | 0     | –              | –              | –      | –      | 20     | 1      |
| 2019/20                    | CD Feirense         | Liga Portugal 2 | 30         | 2          | 1     | 0     | –              | –              | –      | –      | 31     | 2      |
| 2020/21                    | CD Feirense         | Liga Portugal 2 | 15         | 2          | 2     | 1     | –              | –              | 1      | 0      | 18     | 3      |
| 2021/22                    | Arminia Bielefeld   | Bundesliga      | 13         | 0          | 2     | 0     | –              | –              | –      | –      | 15     | 0      |
| 2022/23                    | Arminia Bielefeld   | 2.Bundesliga    | 23         | 1          | 2     | 0     | –              | –              | –      | –      | 25     | 1      |
| 2023/24                    | Hamburger SV        | 2.Bundesliga    | 22         | 1          | 3     | 0     | –              | –              | –      | –      | 25     | 1      |
| 2024/25                    | Hamburger SV        | 2.Bundesliga    | 1          | 0          | –     | –     | –              | –              | –      | –      | 1      | 0      |
| 2024/25                    | → Santa Clara       | Primeira Liga   | 6          | 0          | 3     | 0     | –              | –              | 1      | 0      | 10     | 0      |
| Carrière totaal            | Carrière totaal     | Carrière totaal | 139        | 7          | 14    | 1     | –              | –              | 2      | 0      | 155    | 8      |
| Bijgewerkt tot 7 juni 2025 |                     |                 |            |            |       |       |                |                |        |        |        |        |